# Capo Šelagskij
Capo Šelagskij (in russo мыс Шелагский; in ciukcio Ерри, Erri, o Ытрин,Ytrin) si affaccia sul mare della Siberia orientale, in Russia, a ovest dello stretto di De Long e di capo Billings. È situato nel Čaunskij rajon del Circondario autonomo della Čukotka.
Capo Šelagskij è il punto d'ingresso orientale della baia del Čaun, ed è il punto occidentale di un promontorio roccioso con un'altezza di 470 m. Si trova a nord delle isole Routan e della città di Pevek; sul lato settentrionale del promontorio c'è un faro.

## Storia
Scoperto nel 1648 dall'esploratore Semën Ivanovič Dežnëv (qui si schiantò uno dei koč della spedizione) che lo chiamò capo Pervyj Svjatoj Nos; un anno dopo il capo fu raggiunto da Michail Staduchin. Poi nel 1660 (o 1700) il mercante Taras Staduchin (Тарас Васильевич Стадухин, Taras Vasilij Staduchin) lo denominò Velikij Čukotskij. Nel 1764 qui perse la vita l'industriale Nikita Šalaurov (Никита Шалауров). Con la spedizione del barone Ferdinand von Wrangel (1820-1824) venne fatta un'ampia descrizione del luogo: «composto di alte scogliere costituite da granito a grana fine, mescolato con feldspato verde e mica» e appare per la prima volta nella mappa di Wrangel del 1841 il nome capo Šelagskij. Nome che deriva dall'etnonimo Šelagi, tribù ormai estinta di indigeni che abitavano la zona della Yakuzia vicino al fiume Kolyma, la baia del Čaun e, appunto, capo Šelagskij. I Šelagi si sono estinti forse nella continua faida con Tungusi e Jukaghiri o si sono fusi con altre tribù. È anche possibile che si siano estinti per un'epidemia di vaiolo che infuriò nella seconda metà del XVII sec.